# رونالد فدکو
رونالد پل "ران" فدکو (به انگلیسی: Ronald Paul "Ron" Fedkiw) زاده ۲۸ فوریه ۱۹۶۸ در نیویورک، دانشیار بخش علوم کامپیوتری دانشگاه استنفورد.

## فعالیت
رونالد فدکو از پژوهشگران برجسته در زمینه گرافیک رایانه‌ای است که فعالیت خود را بر شبیه‌سازی فیزیکی پدیده‌های طبیعی متمرکز کرده است. روش‌های ابداعی او در بیش از بیست فیلم سینمایی مورد استفاده قرار گرفته است. هر چند که فدکو برنده جایزه اسکار شده، ولی خود او طراح جلوه‌های تصویری نیست و در عوض سامانه‌ای را ابداع کرده که دیگر برندگان جایزه اسکار از آن استفاده می‌کنند. تکنیک‌های او در فیلم‌هایی چون جنگ ستارگان، هری پاتر، ترمیناتور و دزدان دریایی کارائیب به کار برده شده است.

## جوایز
او در سال ۲۰۰۸ طی مراسمی جایزه اسکار دستاورد فنی را دریافت کرد و از سوی آکادمی ملی علوم آمریکا نیز جایزه گرفته است.